# Getik
Getik – wieś w Armenii, w prowincji Gegharkunik. W 2011 roku liczyła 370 mieszkańców.